# RV 144
RV 144, é o nome de um ensaio clínico tailandês de uma vacina contra o HIV combinando duas vacinas mais antigas que falharam sozinhas. O teste foi lançado em outubro de 2003, ele testou uma estratégia de combate à infecção de dois tiros usando medicamentos feitos pela Sanofi-Pasteur de Lyon, França, e VaxGen de Brisbane, Austrália. Ao longo de 24 semanas, os participantes receberam quatro doses de uma vacina "primer"; um vírus de aves com deficiência contendo versões sintéticas de três genes do HIV; e duas doses de um "reforço", que consistia em uma proteína chamada gp120, um componente principal do revestimento externo do HIV. Os médicos testaram a infecção pelo HIV a cada 6 meses durante 3 anos. O relatório inicial mostrou que a taxa de infecção por HIV entre os voluntários que receberam a vacina experimental foi 31% menor do que a taxa de infecção por HIV em voluntários que receberam o placebo. No entanto, a redução não foi grande o suficiente para o Ministério da Saúde da Tailândia apoiar a aprovação da vacina; foi relatado em 2019 que o teria licenciado se a redução fosse de 50% ou mais.
Os colaboradores do estudo declararam que os resultados deste estudo forneceram a primeira evidência de apoio de qualquer vacina sendo eficaz na redução do risco de contrair o HIV. Em 20 de outubro de 2009, os organizadores divulgaram os resultados completos do estudo através da publicação no New England Journal of Medicine e os apresentaram na AIDS Vaccine Conference em Paris.